# Spermacoce weygaertii
Spermacoce weygaertii là một loài thực vật có hoa trong họ Thiến thảo. Loài này được Govaerts miêu tả khoa học đầu tiên năm 1996.